# Triatoma rubida
Triatoma rubida är en insektsart som först beskrevs av Philip Reese Uhler 1894.  Triatoma rubida ingår i släktet Triatoma och familjen rovskinnbaggar.

## Underarter
Arten delas in i följande underarter:
- T. r. rubida
- T. r. uhleri